# Прокопій Калачинський
Прокопій Калачинський (? — після 1709, Прилуки)  — церковний та просвітницький діяч, філософ, педагог, у 1697—1701 роках ректор Києво-Могилянської академії.

## Життєпис
Точна дата народження невідома.
Навчався у Києво-Могилянській академії, згодом навчався у Польщі.
На межі 1680-90-х років повернувся до Києва.
1691 року на запрошення Варлаама Ясинського обійянав вакантну посаду викладача філософії. З того ж року читав два курси - ораторськогом стецтва та риторики. Підготував друковані курси цих дисциплін.
У 1693-95 роках - професор філософії, автор філософського курсу.
1696 року талановитого філософа було призначено ігуменом Густинського монастиря біля Прилук. За сприяння Івана Мазепи саме у період ігуменства Калачинського монастир було розбудовано - зведено новий мурований храм, трапезну та ряд інших будівель.
1697 року Калачинського було призначено ректором Києво-Могилянської академії, він здобув титул професора богослов'я та був призначений настоятелем Києво-Братського монастиря.
Співпраця з Іваном Мазепою дозволила не лише поліпшити матеріальне становище вихованців академії, а й порушити клопотання перед Петром І про офіційне надання закладу статусу Академії.
Було складено план будівництва нового мурованого корпусу Академії.
1701 року Калачинський склав із себе повноваження і очолив Пустинно-Миколаївський монастир, незадовго до цього розбудований Іваном Мазепою. Очолював монастир до 1706, а за іншими даними, до 1709 року.
Є припущення, що після подій 1708-1709 рр. став звичайним ченцем Густинського монастиря, де згодом і закінчив своє життя, «маючи 70 або 80 літ».